# Nationaal park Tongariro
Het Nationaal park Tongariro (Engels: Tongariro National Park) is een beschermd gebied in het Centraal Plateau op het Noordereiland van Nieuw-Zeeland. Het park beslaat 796 km² en ligt aan de zuidkant van het Taupomeer (Engels: Lake Taupo). Het heeft drie actieve vulkanen: Mount Ruapehu (2797 m), Ngauruhoe (2287 m) en Mount Tongariro (1967 m). Ook het gebied rond de Pihanga (1325 m) behoort tot het nationaal park maar wordt van de rest van de park gescheiden door het Rotoaira-meer, dat niet tot het park behoort.
Het gebied is waterrijk door de vele neerslag op de hellingen van wolken die gevormd worden boven de Tasmanzee. Het park telt talrijke riviertjes, watervallen en meren.
Het gebied rond de drie vulkanen werd in 1887 door Tukino Te Heuheu IV, leider van de inheemse Ngati Tuwharetoa-stam, aan de regering van Nieuw-Zeeland geschonken. De Maorigemeenschappen rond het park betwisten deze schenking.
Op de zuidwestelijke flank van de Ruapehu groeit oerbos dat bestaat uit inheemse coniferen, boomvarens en kamahi-bomen. Maar de natuur van het gebied heeft te lijden onder de introductie van uitheemse soorten. Het gaat om planten als heidekruid en de draaiden, en uitheemse dieren als konijnen, katten, ratten, hermelijnen en koesoes.
De vulkaan Ngauruhoe diende als decor voor Mount Doom in de film Lord of the Rings. Het park is verder bekend om zijn goede ski- en wandelmogelijkheden. Het was het eerste park in Nieuw-Zeeland dat vanwege zijn natuurlijke (1990) en culturele waarde (1993) als gemengd erfgoed op de Werelderfgoedlijst van UNESCO werd geplaatst. Eerder waren al andere parken als natuurlijk werelderfgoed erkend.

## Externe link

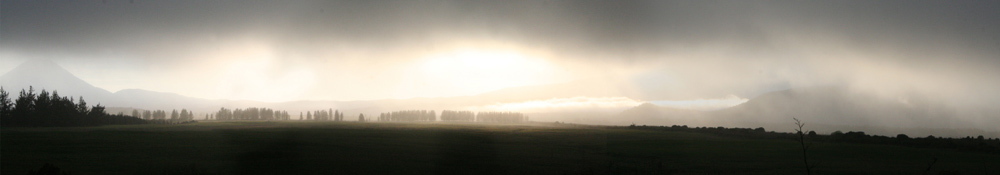
Zonsopkomst in Nationaal park Tongariro